# 스칼라 위 쿼크
스칼라 위 쿼크는 위 쿼크의 페르미온 초대칭짝이다.